# Кудрявцев, Евгений Николаевич
Евгений Николаевич Кудрявцев (7 октября 1837, Пенза — 1 июня 1904, Санкт-Петербург) — государственный деятель Российской империи, участник русско-турецкой войны 1877—1878 гг., Калужский вице-губернатор, действительный тайный советник.

## Биография
Кудрявцев родился 7 октября 1837 года в Пензе. Его отец Николай Фёдорович Кудрявцев происходил из духовного сословия, был управляющим Нижегородской, затем Саратовской палатами государственных имуществ и завершил службу в чине статского советника; 10 августа 1850 года внесён в 3-ю часть дворянской родословной книги Рязанской губернии. Его брат Алексей Николаевич Кудрявцев был дипломатом, российским генеральным консулом в Берлине и Стокгольме, действительным статским советником и состоял в звании камергера.
По окончании курса в Строительном училище Главного управления путей сообщения и публичных зданий (1857 год) Кудрявцев поступил на службу с чином коллежского секретаря и был определён архитекторским помощником в Могилёвскую губернскую строительную и дорожную комиссию (7 августа 1857 года). Два года спустя переведён на такую же должность в Рязанскую губернскую строительную и дорожную комиссию (27 октября 1859 года) и получил чин титулярного советника (1 августа 1862 года). Наблюдал за строительством Касимовского тюремного замка и составлял проекты казённых и частных сооружений.
21 августа 1864 году прикомандирован к Министерству внутренних дел. В следующем году коллежский асессор (с 22 сентября 1864 года) Кудрявцев был назначен делопроизводителем Комиссии для обсуждения вопросов, касающихся Строительного училища. Начальник училища генерал А. Ф. Лишин вспоминал:

Делопроизводство этой комиссии вёл Евгений Николаевич Кудрявцев, выпускник 1857 года. По результатам его доклада Высочайшим повелением от 23 июля 1865 г. Строительное училище было передано в Министерства внутренних дел. Всё делопроизводство, касающееся училища, перешло в Департамент общих дел при Министерстве. Положенные по штату сотрудники военного звания постепенно заменились гражданскими чинами, преимущественно бывшими нашими воспитанниками. Ввели новую форму одежды, как в гражданских заведениях, ротные командиры и офицеры заменялись воспитателями. Отменили вступительные экзамены по рисунку и черчению, это расширило возможности поступления, но снизило уровень выпускников, установили стипендии

По окончании работы комиссии Кудрявцев был командирован в Ковенскую губернию, где занимал должность секретаря, а с декабря 1865 года — советника губернского правления и входил в состав многочисленных комитетов (церковно-строительного, для изыскания способов к осушению улиц и площадей г. Ковно и др.; с 9 октября 1866 года директор Ковенского комитета о тюрьмах). 9 февраля 1867 года уволен от должности с причислением к Министерству внутренних дел, а 6 июля того же года назначен советником Симбирского губернского правления (одновременно являлся директором Симбирского комитета о тюрьмах и членом губернского статистического комитета); с 3 мая 1868 года состоял в чине надворного советника.
29 апреля 1870 года Кудрявцев перешёл в Почтовый департамент на должность чиновника особых поручений VI класса, был произведён в коллежские советники (22 июня 1872 года) и год спустя назначен исправляющим должность помощника Московского почт-директора (15 апреля 1873 года), 15 октября 1874 года утверждён в этой должности, но ровно через год вновь причислен к Министерству внутренних дел. Вскоре, 8 ноября 1875 года, он был назначен Калужским вице-губернатором, 29 января 1876 года произведён в статские советники, но в том же году вышел в отставку по болезни.
После начала Русско-турецкой войны 1877—1878 годов Кудрявцев поступил в действующую армию рядовым в 26-й драгунский Бугский полк, за участие в боях был награждён Знаком отличия Военного ордена 4-й, 3-й и 2-й степени, 21 февраля 1878 года произведён в корнеты и 6 декабря 1878 года вышел в отставку с военной службы с прежним чином статского советника.
3 июня 1879 года Кудрявцев был вновь принят на службу с определением чиновником Канцелярии Военного министерства и через 7 дней произведён в действительные статские советники. С 31 января 1882 года по 1 января 1888 года он являлся чиновником особых поручений V класса при военном министре, а затем был назначен делопроизводителем Канцелярии Военного министерства. Прослужив в этой должности свыше 12 лет, он 20 августа 1900 года был произведён в тайные советники с назначением помощником управляющего Кодификационным отделом при Военном совете на место Н. Г. Колоколова, ставшего управляющим Кодификационным отделом.
1 июня 1904 года Кудрявцев умер в Санкт-Петербурге и Высочайшим приказом о чинах гражданских от 13 июня был исключён из списков умершим как действительный тайный советник. Похоронен на Никольском кладбище Александро-Невской лавры.
Кудрявцев был дважды женат: первым браком на Александре Николаевне Абловой, вторым — на Марии Викторовне Тимановой. От этих браков имел детей: Николая, Андрея, Михаила (1890—1914), Наталью и Ольгу. На 1917 год вдова действительного тайного советника М. В. Кудрявцева проживала в Петрограде по адресу: Надеждинская улица, 48.

## Награды
За свою службу Кудрявцев получил следующие награды:
- Орден Святого Станислава 3-й степени (16 июля 1865 года)
- Орден Святого Станислава 2-й степени с Императорской короной (4 июля 1869 года)
- Орден Святой Анны 2-й степени (8 июля 1872 года)
- Знак отличия Военного ордена 4-й степени (№ 48408)
- Знак отличия Военного ордена 3-й степени (№ 4031)
- Знак отличия Военного ордена 2-й степени (№ 205)
- Орден Святого Владимира 4-й степени с мечами и бантом (18 января 1879 года)
- Орден Святого Владимира 3-й степени (30 апреля 1882 года)
- Орден Святого Станислава 1-й степени (30 августа 1886 года)
- Орден Святой Анны 1-й степени (14 мая 1896 года)
- Орден Румынской короны 1-й степени (10 мая 1900 года)